# 夏天珞
夏天珞（Shine Xia，1992年8月15日－），臺灣模特兒、演員。出生於臺灣台北市。2005年，自己一個人到美國唸書長達十年的時間，畢業於加州大學爾灣分校主修商業經濟與行為心理，因朋友的關係參加北美洲東森新人王歌唱比賽並獲得亞軍，因此有了往演藝圈發展的想法而嶄露頭角。2018年正式加入伊林娛樂，並且開始在各大節目上出現。

## 影視作品

### 電視劇
| 年份   | 頻道             | 劇名     | 飾演           |
| ------ | ---------------- | -------- | -------------- |
| 2024年 | 華視、公視台語台 | 無罪推定 | 姜老秘書(金剛) |

### 綜藝節目
| 日期       | 頻道       | 節目名稱     | 主題                                                                         |
| 2017/11/13 | 東森綜合台 | 二分之一強   | 誰說經驗多比較強？！哪國人最愛倚老賣老？！                                   |
| 2017/11/18 | 華視       | 天才衝衝衝   | 你是WORD演 EAR傳耳ABC 形容詞TEMPO                                            |
| 2019/01-04 | 中天綜合台 | 燃燒吧大腦軍 | 固定班底                                                                     |
| 2019/06/17 | 東森電視台 | 醫師好辣     | 生病有跡可循？醫師教你算出機率揪出病？！                                     |
| 2020/01/02 | 東風衛視   | 挑戰吧大神   | 正妹咪菲被控詐胡？型男夏天珞逆轉三娘教子？！                                 |
| 2020/02/26 | 東森電視台 | 醫師好辣     | 醫師教你弄懂肥胖類型，對症下藥才瘦得快？！                                   |
| 2020/04/15 | 三立都會台 | 型男大主廚   | ［米騎林］五星餐廳摘星之今天不能輸！西餐廳要聽牌啦！中餐廳星星再沒了就慘了～ |
| 2020/06/01 | 中天綜合台 | 地球人請回答 | 新來的菜鳥後台超硬 前輩只有被欺壓的命？                                      |
| 2020/06/25 | 東風衛視   | 大尋寶家     | 小鮮肉也愛藏古董夏天珞獨愛青花瓶？！                                         |
| 2020/09/16 | 東森電視   | 醫師好辣     | 測驗你的健康觀念！如何保護心血管？                                           |
| 2020/10/21 | 東風衛視   | 單身行不行   | 寫給世界的最後一封信                                                         |
| 2020/12-01 | 衛視中文台 | 鴻門家宴     | 家傳菜 指定菜色                                                              |

## 外部連結
官方臉書連結 https://m.facebook.com/xiatianluo2018/?locale2=zh_TW
官方IG連結
https://www.instagram.com/xiatianluo/?hl=zh-tw